# Sam Browne
Samuel James Browne (ur. 3 października 1824 w Barrackpore, zm. 14 marca 1901 w Ryde) – brytyjski generał, oficer wojsk w Indiach i Afganistanie, twórca koalicyjki, zwanej też pasem Sama Browne.

## Życiorys
Urodził się 3 października 1824 roku w Barrackpore w Indiach Brytyjskich jako syn chirurga Johna Browne i jego żony Charlotte z/d Swinton. Wstąpił do armii, a w 1849 roku został porucznikiem. W 1857 roku został kapitanem. Dowodził oddziałem ekspedycyjnym, w czasie jednej z potyczek stracił lewe ramię. Z tego powodu Browne zaczął nosić dodatkowy pas przerzucony przez ramię, który zapobiegał obracaniu się pasa z bronią. Wynalazek ten zaczął być wkrótce stosowany także przez znających Browne'ego oficerów. W 1878 roku dowodził jednym z oddziałów w II wojnie brytyjsko-afgańskiej, a jego działania umożliwiły zdobycie Dżalalabadu. Za tę akcję został nagrodzony Orderem Łaźni i mianowany generałem.
W 1898 roku przeszedł na emeryturę i osiadł w Ryde na wyspie Wight. Wynaleziony przez niego pas kilkanaście lat po jego śmierci wszedł na wyposażenie armii wielu państw świata.